# Didymos Alexandrijský
Didymos Alexandrijský, starořecky Δίδυμος, česky též Didym Slepý (asi 313 Alexandrie – asi 398 Alexandrie) byl křesťanský teolog a duchovní 4. století narozený a působící v Egyptě. Byl žákem Órigenovým a jeho dílo bylo proto církví zavrženo.

## Život
Oslepl ve čtyřech letech, přesto se naučil psát, a to prý tím způsobem, že se tvary liter naučil z textu vyřezaného do dřeva. Vynikal také výbornou pamětí.
Vzdělával se u Órigena. Tyrannius Rufinus uvádí, že poté byl učitelem církevní školy v Alexandrii, ovšem patrně nešlo o tzv. Alexandrijskou školu, považovanou za nejstarší katechetickou školu světa, neboť ta podle všeho za Didymova života ještě neexistovala.

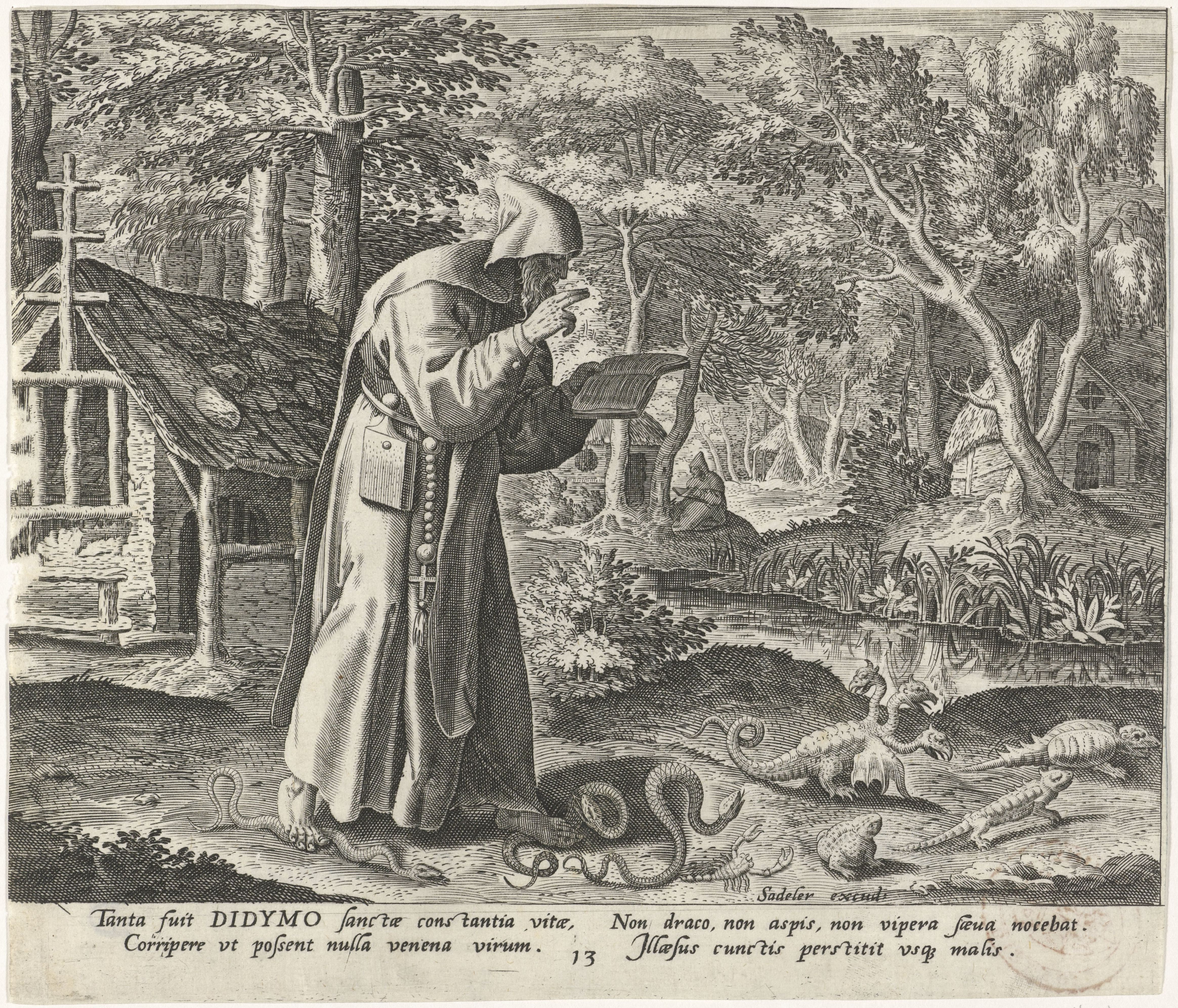
Rafael I. Sadeler podle Martena de Vos: Didymos Alexandrijský, rytina z let 1583–1588

V roce 553 proběhl druhý konstantinopolský koncil, který zavrhl Órigena a tím pádem i práce Evagriovy a Didymovy. Tito dva byli považováni za Órigenovy stoupence (nebyl ovšem zavržen Didymos jako osoba). Podle koncilního stanoviska se Didymos provinil především „zvrhlým učením o stěhování duší“ a popíráním možnosti „skutečného a trvalého vzkříšení těla“. Krom toho vadily i některé jeho další věroučné odchylky (uznávání nekanonických spisů jako kanonických, či názor, že výběrčí daní Lévi v evangeliích není budoucí evangelista Matouš). Od té doby nesměly být Didymovy texty opisovány, což tehdy značilo velkou hrozbu jejich rychlého ztracení se ze světa.
To se také do značné míry stalo, většina jeho děl se nedochovala (mělo jít o texty O dogmatu, O smrti maličkých, Proti ariánům, O prvním slovu, rozsáhlé komentáře ke Starému i Novému zákonu či komentář k Origenovým Prvním principům, kde patrně formuloval své nejvíc dráždivé teze o apokatastasis, či o tom, že Ježíš měl lidské tělo i duši, byť nikoli hříšné). Zachoval se však spis O Svatém duchu, asi z roku 381. Didymos ho jistě napsal řecky, dochoval se však jen latinský překlad Jeronýmův. To byl jediný jeho text známý ve středověku, ovšem roku 1941 byly v egyptském městě Toura objeveny papyry ze 6.-7. století, v nichž se nacházely Didymovy komentáře k Zachariášovi, Genesis, knize Jób a Žalmům. Badatelé si tak mohli povšimnout evidentní Didymovi hluboké znalosti starořecké filozofie, zejména stoické, epikurejské a pythagorejské. Bibli označuje za „projev Boží“. Jeho výklad bible byl „superalegorický“, i nejmenší detaily považoval za závažné symboly (kritizoval ho za to například Diodoros z Tarsu). Boha v těchto nalezených textech nazývá (poněkud anticky) „jsoucností nad jsoucnostmi“, ale také (již více tradičně křesťansky) „zdrojem vší dobroty“.
O jeho možném autorství některých textů se spekuluje (O svaté trojici, Proti Eunomiovi).
Jeho žáky byli historik Tyrannius Rufinus či svatý Jeroným. Jeroným Didyma nakonec zavrhl, Rufinus mu zůstal věrný. Jeroným odmítal zejména Didymovu apokatasistickou tezi, že nakonec bude ve všeobecné obnově všeho plně obnoven i ďábel (byť zlo jako kvalita by již nemělo existovat).